# روبرت أتكينز (سياسي)
روبرت أتكينز هو سياسي بريطاني، ولد في 5 فبراير 1946 في لندن في المملكة المتحدة. نشط حزبياً في حزب المحافظين.

## مناصب
- في انتخابات البرلمان الأوروبي 1999، انتخب عضو في البرلمان الأوروبي عن دائرة North West England (European Parliament constituency) [الإنجليزية]‏ لترشحه ضمن قائمة حزب المحافظين، وقد انضم خلال فترته النيابية (20 يوليو 1999 – 19 يوليو 2004) للكتلة البرلمانية كتلة حزب الشعب الأوروبي.
- في انتخابات البرلمان الأوروبي 2004، انتخب عضو في البرلمان الأوروبي عن دائرة North West England (European Parliament constituency) [الإنجليزية]‏ لترشحه ضمن قائمة حزب المحافظين، وقد انضم خلال فترته النيابية (20 يوليو 2004 – 13 يوليو 2009) للكتلة البرلمانية كتلة حزب الشعب الأوروبي.
- في انتخابات البرلمان الأوروبي 2009، انتخب عضو في البرلمان الأوروبي عن دائرة North West England (European Parliament constituency) [الإنجليزية]‏ لترشحه ضمن قائمة حزب المحافظين، وقد انضم خلال فترته النيابية (14 يوليو 2009 – 30 يونيو 2014) للكتلة البرلمانية كتلة المحافظين والإصلاحيين الأوروبيين.
- في الانتخابات العامة للمملكة المتحدة 1979 [الإنجليزية]‏، انتخب عضو البرلمان الثامن والأربعون للمملكة المتحدة  [لغات أخرى]‏ عن دائرة Preston North (UK Parliament constituency) [الإنجليزية]‏ وقد انضم خلال فترته النيابية ‏ (3 مايو 1979 – 13 مايو 1983) للكتلة البرلمانية حزب المحافظين.
- في الانتخابات العمومية للمملكة المتحدة 1983 [الإنجليزية]‏، انتخب عضو البرلمان التاسع والأربعون للمملكة المتحدة  [لغات أخرى]‏ عن دائرة ريبل الجنوبية وقد انضم خلال فترته النيابية ‏ (9 يونيو 1983 – 18 مايو 1987) للكتلة البرلمانية حزب المحافظين.
- في الانتخابات العمومية للمملكة المتحدة 1987 [الإنجليزية]‏، انتخب عضو البرلمان الخمسون للمملكة المتحدة  [لغات أخرى]‏ عن دائرة ريبل الجنوبية وقد انضم خلال فترته النيابية ‏ (11 يونيو 1987 – 16 مارس 1992) للكتلة البرلمانية حزب المحافظين.
- في الانتخابات العامة في المملكة المتحدة 1992 [الإنجليزية]‏، انتخب عضو البرلمان الحادي والخمسون للمملكة المتحدة  [لغات أخرى]‏ عن دائرة ريبل الجنوبية وقد انضم خلال فترته النيابية ‏ (9 أبريل 1992 – 8 أبريل 1997) للكتلة البرلمانية حزب المحافظين.
- انتخب عضو المجلس الخاص بالمملكة المتحدة  [لغات أخرى]‏.
- انتخب عضو في البرلمان الأوروبي عن دائرة North West England (European Parliament constituency) [الإنجليزية]‏ (10 يونيو 1999 – 2 يوليو 2014).